# عشلوج (أنجيل)
عشلوج هي إحدى مشيخات المملكة المغربية، تتبع جغرافيا لإقليم بولمان وإداريًا لأنجيل. يقدر عدد سكانها بـ 2195 نسمة حسب الإحصاء الرسمي للسكان والسكنى لسنة 2004.